# Mirza Nasir Ahmad
Hafiz Mirza Nasir Ahmad  (16 november 1909 - 9 juni 1982) was de derde Khalifatul Masih van 1965 tot 1982, het hoofd van de Ahmadiyya Moslim Gemeenschap. Hij was de zoon van de tweede kalief Mirza Bashiruddin Mahmood Ahmad en kleinzoon van Mirza Ghulam Ahmad. Hij studeerde aan de Universiteit van Oxford.

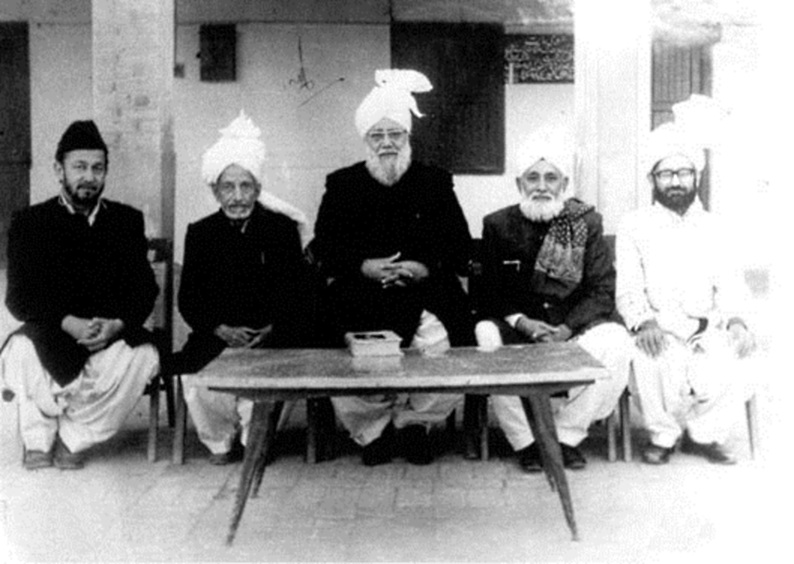
Vertegenwoordiging van de Ahmadiyya Moslims Gemeenschap het Pakistaanse parlement in 1974

Hij vertegenwoordigde de ahmadimoslims in het parlement van Pakistan in 1974. Ondanks zijn betoog verklaarde het parlement de ahmadimoslims wettelijk tot niet-moslims, wat de religieuze vrijheid van de ahmadimoslims zwaar hinderde. Het is het begin van een tijd waarin ahmadimoslims zwaarder dan ooit vervolgd worden en het slachtoffer zijn van schendingen van de mensenrechten. Deze vervolgingen duren voort tot op de dag van vandaag.